# Línea C2 (EMT Madrid)
La línea C2 (a efectos internos, línea 69) es una línea circular que une diversos puntos de Madrid en el sentido contrario al de las agujas del reloj. El otro sentido lo proporciona la línea C1.

## Características

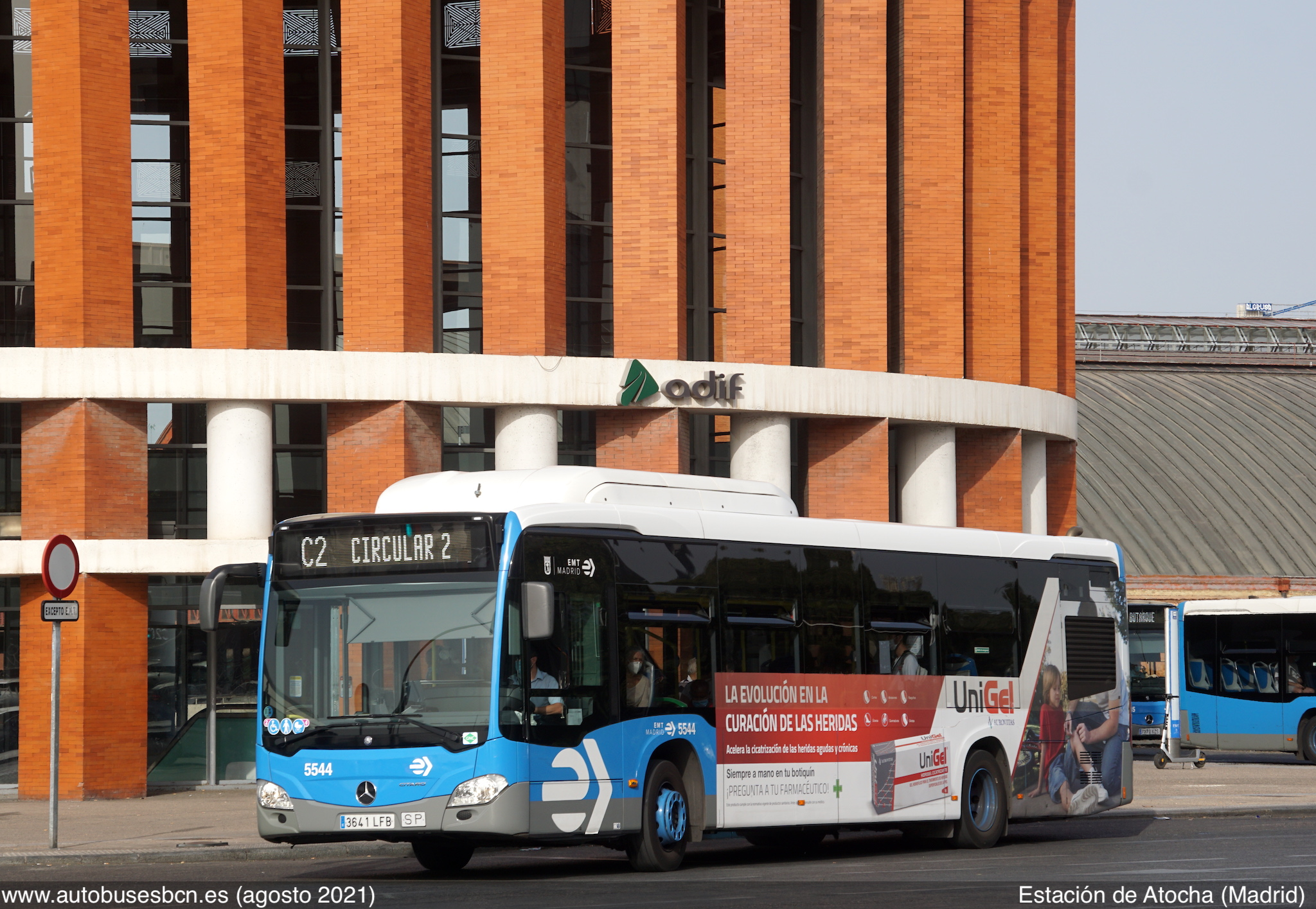
C2 en la estación de Atocha, agosto de 2021.

La línea comenzó a prestar servicio el 5 de octubre de 1970. Su recorrido malla la red, notablemente radial, lo que hizo a la línea la 5.ª más usada en 2019, con casi 7 millones de viajeros.
Desde el 29 de noviembre de 2023, la línea NC2 hace un recorrido prácticamente idéntico durante las madrugadas, excepto por el tramo entre Mariano de Cavia y Manuel Becerra (donde el nocturno se desvía por Conde de Casal), la supresión de aproximadamente la mitad de las paradas del recorrido, y el hecho que se establece la cabecera de regulación en Atocha en vez de Embajadores. 

### Frecuencias
| Lunes a viernes laborables |               |
| De 6:00 a 7:00             | 5-10 minutos  |
| De 7:00 a 20:00            | 4-7 minutos   |
| De 20:00 a 23:00           | 6-12 minutos  |
| Sábados laborables         |               |
| De 6:00 a 9:00             | 9-15 minutos  |
| De 9:00 a 22:00            | 7-11 minutos  |
| De 22:00 a 23:00           | 11-12 minutos |
| Domingos y festivos        |               |
| De 7:00 a 10:00            | 10-20 minutos |
| De 10:00 a 22:00           | 9-13 minutos  |
| De 22:00 a 23:00           | 14-18 minutos |

## Recorrido y paradas
NOTA 1: En las paradas marcadas en azul, puede ser necesario cambiarse al autobús de delante.
NOTA 2: Debido a las obras de ampliación de la línea 11 de Metro, las paradas sombreadas en naranja sustituyen a aquellas sombreadas en rojo.
| Código | Parada                                           | Común con                               | Conexiones con Metro y Cercanías | Otros |
| ------ | ------------------------------------------------ | --------------------------------------- | -------------------------------- | ----- |
| 1940   | CUATRO CAMINOS (C/ Raimundo Fdez. Villaverde, 1) |                                         | Cuatro Caminos                   |       |
| 1418   | Cruz Roja                                        | 45 127 F                                |                                  |       |
| 1416   | Ibáñez Ibero                                     | 45 F                                    | Guzmán el Bueno                  |       |
| 2712   | Beatriz de Bobadilla                             |                                         |                                  |       |
| 2713   | Juan XXIII                                       |                                         |                                  |       |
| 5141   | Vicente Aleixandre                               |                                         | Vicente Aleixandre               |       |
| 2709   | Marqués de Comillas                              |                                         |                                  |       |
| 2707   | Isaac Peral-Julián Romea                         |                                         |                                  |       |
| 2705   | Hospital Clínico                                 |                                         |                                  |       |
| 4514   | Cristo Rey                                       | 1 44 82 132                             | Islas Filipinas                  |       |
| 4022   | Junta Municipal Moncloa                          | 1 44 62 82 132 138                      |                                  |       |
| 3687   | Moncloa                                          | 1 44 62 82 138                          | Moncloa                          |       |
| 737    | Altamirano                                       | 1 44 133 138 001                        |                                  |       |
| 735    | Argüelles                                        | 1 44 133 138 001                        | Argüelles                        |       |
| 193    | Princesa-Rey Francisco                           | 1 2 44 133 138 001                      |                                  |       |
| 173    | Ventura Rodríguez                                | 1 2 44 74 133 138 001                   | Ventura Rodríguez                |       |
| 741    | Plaza de España (C/ Princesa, 1)                 | 1 2 44 74 133 138 001                   | Plaza de España                  |       |
| 854    | Plaza de España (N.º 4)                          | 3 25 39 46 74 75 138 148 158            | Plaza de España                  |       |
| 599    | Jardines de Sabatini                             | 25 39 46 62 75 138 158                  |                                  |       |
| 601    | Cuesta de San Vicente                            | 25 39 46 62 75 138 158                  |                                  |       |
| 603    | Príncipe Pío                                     | 25 39 46 62 75 138 158                  | Príncipe Pío                     |       |
| 4070   | Glorieta de San Vicente                          | 25 39 62 138 158                        | Príncipe Pío                     |       |
| 606    | Ermita Virgen del Puerto                         | 25 33 39 41 62 138                      |                                  |       |
| 2367   | Parque de Atenas                                 | 41 62                                   |                                  |       |
| 2366   | Cuesta de la Vega                                | 41 62                                   |                                  |       |
| 2364   | Ronda de Segovia-Paseo Imperial                  |                                         |                                  |       |
| 2362   | Ronda de Segovia                                 |                                         |                                  |       |
| 2360   | Puerta de Toledo                                 |                                         | Puerta de Toledo                 |       |
| 2358   | El Rastro                                        | 41 60 148 C03                           |                                  |       |
| 2356   | Embajadores-Ronda de Toledo                      | 41 60 148 C03                           |                                  |       |
| 5104   | EMBAJADORES (Gta. Embajadores, 3)                |                                         | Embajadores                      |       |
| 85     | Teatro Circo Price                               | 27 34 36 41 119 C03                     |                                  |       |
| 4985   | Ronda de Atocha                                  | 34 C03                                  |                                  |       |
| 1401   | Estación de Atocha                               | 10 14 26 32 37                          | Atocha                           |       |
| 2046   | Basílica de Atocha                               | 10 14 26 32 VAC-246                     |                                  |       |
| 1402   | Basílica de Atocha                               | 10 14 24 26 32 37 54 57 102 141 VAC-246 |                                  |       |
| 2048   | Reina Cristina                                   | 10 14 26 32                             |                                  |       |
| 2210   | Mariano de Cavia                                 | 26 63 152                               |                                  |       |
| 2212   | Plaza Niño Jesús                                 | 26 63 152                               |                                  |       |
| 817    | Hospital Niño Jesús                              | 20 26 63 152                            |                                  |       |
| 2214   | Narváez-Doce de Octubre                          | 26 61 63                                |                                  |       |
| 2157   | Narváez-Ibiza                                    | 2 15 26 61 63 215                       | Ibiza                            |       |
| 2155   | Narváez-O Donnell                                | 15 26 61 63 215                         |                                  |       |
| 2703   | Jorge Juan-Felipe II                             |                                         |                                  |       |
| 51121  | Jorge Juan-Máiquez                               |                                         |                                  |       |
| 2702   | Casa de la Moneda                                |                                         |                                  |       |
| 149    | Doctor Esquerdo-Goya                             | 2 56 71 143 156                         |                                  |       |
| 1428   | Manuel Becerra                                   | 12 56 143 156                           | Manuel Becerra                   |       |
| 782    | Parque Eva Duarte                                | 12 43 56 210                            |                                  |       |
| 784    | Francisco Silvela-Juan Bravo                     | 12 56 210                               | Diego de León                    |       |
| 5296   | Diego de León                                    | 12                                      | Diego de León                    |       |
| 788    | Intercambiador de Avenida de América             | 12 72 73                                | Avenida de América               |       |
| 2701   | Francisco Silvela-Príncipe de Vergara            |                                         |                                  |       |
| 4677   | Glorieta López de Hoyos                          |                                         |                                  |       |
| 4999   | Joaquín Costa-Velázquez                          |                                         |                                  |       |
| 5394   | Metro República Argentina                        |                                         | República Argentina              |       |
| 419    | República Argentina                              | 7                                       |                                  |       |
| 422    | Nuevos Ministerios-Joaquín Costa                 | 7                                       | Nuevos Ministerios               |       |
| 2697   | Nuevos Ministerios                               |                                         | Nuevos Ministerios               |       |
| 2694   | Fernández Villaverde-Aviador Zorita              | 149                                     |                                  |       |
| 5449   | Fernández Villaverde-Maudes                      | 149                                     |                                  |       |

## Galería de imágenes

Mapa zonal de la estación de metro de Embajadores con los recorridos de las líneas de autobuses, entre las que aparece el C2.
Mapa zonal de la estación de Guzmán el Bueno con las líneas de autobuses que pasan por ella, entre las que se encuentra la línea C2.
Mapa zonal de la estación de metro de Diego de León con los recorridos de las líneas de autobuses, entre las que aparece el C2.